# Kjetil André Aamodt
Pour les articles homonymes, voir Aamodt.
Kjetil André Aamodt, né le 2 septembre 1971 à Oslo, est un ancien skieur alpin norvégien.
Il possède l'un des plus beaux palmarès du ski alpin avec le record de médailles (huit) et de titres olympiques (quatre médailles d'or : 3 en super-G et 1 en combiné), cinq titres de champions du monde (3 en combiné, 1 en slalom et 1 en géant), une coupe du monde (en 1994) et huit globes de cristal (5 en combiné, 1 en slalom, 1 en géant et 1 en super-G).
En remportant le Super-G des Jeux Olympiques d'Albertville 1992 à 20 ans, et quatorze ans plus tard, celui des Jeux Olympiques de Turin 2006 à 34 ans, il a détenu les records du plus jeune et du plus vieux champion olympique de son sport, ce dernier ayant été battu par son compatriote Aksel Lund Svindal, champion olympique 2018 de la descente à 35 ans passés.

## Carrière
Kjetil-André Aamodt fait ses débuts en coupe du monde le 23 novembre 1989 lors du géant de Park City, qu'il termine à la 15e place. Il réalise sa première grande performance lors des championnats du monde de 1991 en obtenant une médaille d'argent en super-G, épreuve dont il deviendra un an plus tard champion olympique lors des Jeux olympiques de 1992 à Albertville, et il gagne la même année sa première victoire en coupe du monde à Aspen, toujours en super-G.
Véritable polyvalent, Kjetil-André s'aligne dans toutes les épreuves de ski alpin et termine en 1993 deuxième au classement général derrière le luxembourgeois Marc Girardelli à quelques points seulement et il remporte ses deux premiers globes de cristal en super-G et en géant (il gagne trois épreuves dans chaque discipline cette année-là). En 1994, les Jeux olympiques se déroulent dans son pays à Lillehammer : il remporte trois médailles (argent en descente et en combiné et bronze en super-G). Il gagne cette même année remporte la coupe du monde et le premier de ses cinq globes de cristal en combiné.
Skieur régulier, il atteint le podium au classement général de la coupe du monde à 7 reprises (premier en 1994, second en 1993, 1997, 1999, 2000 et 2002 et troisième en 2003), gagne huit globes de cristal (5 en combiné en 1994, 1997, 1999, 2000 et 2003, 1 en slalom en 2000, 1 en géant en 1993, 1 en super-G en 1993) et s'impose à 21 reprises et dans toutes les disciplines (1 victoire en descente, 5 victoires en super-G, 6 victoires en géant, 1 victoire en slalom et 8 victoires en combiné).
Lors de la saison 2002-2003, il se blesse gravement au genou droit en chutant lors d'une séance d'entraînement. Cette blessure l'éloigne de la compétition pour la saison 2003-2004. Toutefois, il revient à la compétition en 2005 avec comme objectif les Jeux olympiques de Turin en 2006.
Lors de sa dernière saison en 2006, il remporte de nouveau un titre olympique à Turin en super-G. Alors qu'il semblait vouloir continuer pour la saison suivante, il annonce le 6 janvier 2007 à la télévision norvégienne qu'il met un terme à sa carrière pour des raisons familiales et de santé à l'âge de 35 ans laissant derrière lui l'un des plus beaux palmarès du ski alpin. Sa dernière course fut le super-G d'Åre, qu'il termina à la 8e place, le 16 mars 2006.

## Records
Kjetil-André Aamodt a établi de nombreux records : celui du skieur alpin ayant obtenu le plus de médailles olympiques (huit au total), ayant obtenu le plus de titres olympiques (4 au total dont 3 en super-G ce qui constitue là aussi un record), ayant obtenu le plus de médailles lors des championnats du monde (5 en or, 4 en argent et 3 en bronze). Il est également l'un des cinq skieurs masculins (avec Pirmin Zurbriggen, Marc Girardelli, Günther Mader et Bode Miller) à s'être imposé au moins une fois dans chaque discipline en coupe du monde.

## Palmarès

### Jeux olympiques
| Édition / Épreuve      | Descente | Super-G | Slalom géant | Slalom  | Combiné     |
| ---------------------- | -------- | ------- | ------------ | ------- | ----------- |
| JO 1992 Albertville    | 26e      | Or      | Bronze       | Abandon | -           |
| JO 1994 Lillehammer    | Argent   | Bronze  | 12e          | Abandon | Argent      |
| JO 1998 Nagano         | 13e      | 5e      | Abandon      | -       | -           |
| JO 2002 Salt Lake City | 4e       | Or      | 7e           | 6e      | Or          |
| JO 2006 Turin          | 4e       | Or      | -            | -       | Non partant |

### Championnats du monde
| Édition / Épreuve           | Descente | Super-G | Slalom géant | Slalom  | Combiné |
| --------------------------- | -------- | ------- | ------------ | ------- | ------- |
| Mondiaux 1991 Saalbach      | -        | Argent  | -            | 12e     | -       |
| Mondiaux 1993 Morioka       | -        | -       | Or           | Or      | Argent  |
| Mondiaux 1996 Sierra Nevada | 27e      | Bronze  | 11e          | 8e      | 6e      |
| Mondiaux 1997 Sestrières    | 9e       | 8e      | 6e           | Abandon | Or      |
| Mondiaux 1999 Vail          | Bronze   | 9e      | Abandon      | 7e      | Or      |
| Mondiaux 2001 Sankt-Anton   | Abandon  | 18e     | Argent       | 7e      | Or      |
| Mondiaux 2003 Saint-Moritz  | Argent   | 5e      | 24e          | 9e      | Bronze  |
| Mondiaux 2005 Bormio        | 23e      | 22e     | -            | 14e     | Abandon |

### Coupe du monde
- Vainqueur du classement général en 1993-1994
  - Vainqueur de la coupe du monde de super-G en 1992-1993
  - Vainqueur de la coupe du monde de géant en 1992-1993
  - Vainqueur de la coupe du monde de slalom en 1999-2000
  - Vainqueur de la coupe du monde de combiné en 1993-1994, 1996-1997, 1998-1999, 1999-2000 et 2001-2002
  - 21 victoires : 1 descente, 5 super-G, 6 géants, 1 slalom et 8 combinés
  - 62 podiums[2]

| Saison/Classement | Général | Général | Descente | Descente | Super-G | Super-G | Géant  | Géant  | Slalom | Slalom | Combiné | Combiné |
| Saison/Classement | Class.  | Points  | Class.   | Points   | Class.  | Points  | Class. | Points | Class. | Points | Class.  | Points  |
| ----------------- | ------- | ------- | -------- | -------- | ------- | ------- | ------ | ------ | ------ | ------ | ------- | ------- |
| 1989-1990         | 39e     | 34      | -        | -        | 19e     | 13      | 14e    | 21     | -      | -      | -       | -       |
| 1990-1991         | 17e     | 67      | -        | -        | 8e      | 19      | 10e    | 32     | 20e    | 16     | -       | -       |
| 1991-1992         | 13e     | 543     | -        | -        | 5e      | 220     | 11e    | 196    | 26e    | 72     | 17e     | 55      |
| 1992-1993         | 2e      | 1 347   | 28e      | 90       | 1er     | 420     | 1er    | 410    | 5e     | 267    | 3e      | 160     |
| 1993-1994         | 1er     | 1 392   | 10e      | 296      | 4e      | 207     | 2e     | 494    | 9e     | 215    | 1er     | 180     |
| 1994-1995         | 5e      | 708     | 33e      | 43       | 19e     | 79      | 4e     | 307    | 14e    | 179    | 4e      | 100     |
| 1995-1996         | 10e     | 560     | 44e      | 26       | 8e      | 179     | 14e    | 168    | 18e    | 127    | 7e      | 60      |
| 1996-1997         | 2e      | 1 096   | 24e      | 92       | 12e     | 153     | 2e     | 387    | 6e     | 304    | 1er     | 160     |
| 1997-1998         | 4e      | 901     | 12e      | 255      | 21e     | 63      | 9e     | 226    | 13e    | 177    | 2e      | 100     |
| 1998-1999         | 2e      | 1 442   | 5e       | 397      | 9e      | 167     | 4e     | 335    | 4e     | 363    | 1er     | 180     |
| 1999-2000         | 2e      | 1 440   | 13e      | 225      | 13e     | 158     | 9e     | 259    | 1er    | 598    | 1er     | 200     |
| 2000-2001         | 7e      | 668     | 36e      | 43       | 10e     | 124     | 16e    | 150    | 7e     | 291    | 3e      | 60      |
| 2001-2002         | 2e      | 1 096   | 6e       | 337      | 6e      | 210     | 16e    | 117    | 9e     | 232    | 1er     | 200     |
| 2002-2003         | 3e      | 940     | 7e       | 334      | 4e      | 251     | 14e    | 156    | 23e    | 99     | 2e      | 100     |
| 2004-2005         | 26e     | 311     | 28e      | 104      | 14e     | 134     | 40e    | 28     | -      | -      | 5e      | 45      |
| 2005-2006         | 8e      | 707     | 6e       | 322      | 5e      | 223     | -      | -      | -      | -      | 5e      | 162     |

| Saison / Épreuve | Descente | Super-G             | Géant                 | Slalom | Combiné            | Total |
| ---------------- | -------- | ------------------- | --------------------- | ------ | ------------------ | ----- |
| 1991-1992        |          | Aspen               |                       |        |                    | 1     |
| 1992-1993        |          | Aspen Kvitfjell Åre | Sestrières Oppdal Åre |        |                    | 6     |
| 1993-1994        | Chamonix |                     | Hinterstoder Vail     |        | Chamonix           | 4     |
| 1995-1996        |          | Kvitfjell           |                       |        |                    | 1     |
| 1996-1997        |          |                     | Adelboden             |        |                    | 1     |
| 1997-1998        |          |                     |                       |        | Kitzbühel          | 1     |
| 1998-1999        |          |                     |                       |        | Kitzbühel          | 1     |
| 1999-2000        |          |                     |                       | Wengen | Chamonix Kitzbühel | 3     |
| 2001-2002        |          |                     |                       |        | Wengen Kitzbühel   | 2     |
| 2002-2003        |          |                     |                       |        | Wengen             | 1     |
| Total            | 1        | 5                   | 6                     | 1      | 8                  | 21    |

### Arlberg-Kandahar
- Vainqueur du Kandahar 1994 à Chamonix
  - Vainqueur de la descente 1994 à Chamonix